# 102 av. J.-C.
Cette page concerne l'année 102 av. J.-C. du calendrier julien proleptique.

## Événements
- 5 octobre 103 av. J.-C. (1er janvier 652 du calendrier romain) : début à Rome du consulat de Quintus Lutatius Catulus et Caius Marius (pour la quatrième fois)[1]. Censure de Quintus Caecilius Metellus Numidicus et de son cousin Caius Caecilius Metellus Caprarius. Metellus Numidicus essaye d'expulser Glaucia et Saturninus du Sénat[2].
  - Les Germains reviennent dans le sud de la Gaule ; Marius est envoyé contre eux dans la vallée du Rhône, et Catulus dans le nord-est de l'Italie pour prévenir une éventuelle attaque de ce côté. Les Cimbres se séparent des Teutons pour attaquer Catulus au nord par les Alpes, tandis que les Teutons et leurs alliés Ambrons marchent contre Marius. Catulus progresse dans les Alpes, mais ne cherche pas à tenir les cols. Il prend position sur l'Athesis (Adige) près de Trentinum (Trente) ; à l'approche des Cimbres, supérieurs en nombre, il se retire sur Vérone pour éviter d'être encerclé et laisse les envahisseurs ravager les campagnes[2].

- Automne : le consul romain Marius inflige deux défaites successives décisives aux Ambrons et aux Teutons à la bataille d'Aquae Sextiae (Aix-en-Provence)[3].

- La Cilicie devient une province romaine. Marc Antoine l'Orateur est nommé préteur pour combattre les pirates locaux ; il obtient les honneurs du triomphe[2].

- Mariage de Cléopâtre V Séléné avec Antiochos VIII[4].

- Le général chinois Li Guangli, à la tête de 60 000 soldats, atteint le Ferghana (Transoxiane). Les Dayuan vaincus doivent verser aux Chinois un tribut annuel composé d’étalons d’une race de coursiers plus résistante que les races chinoises[5].

## Naissances
- Quintus Tullius Cicero, homme politique et écrivain romain, frère de Cicéron.